# 안개 상자

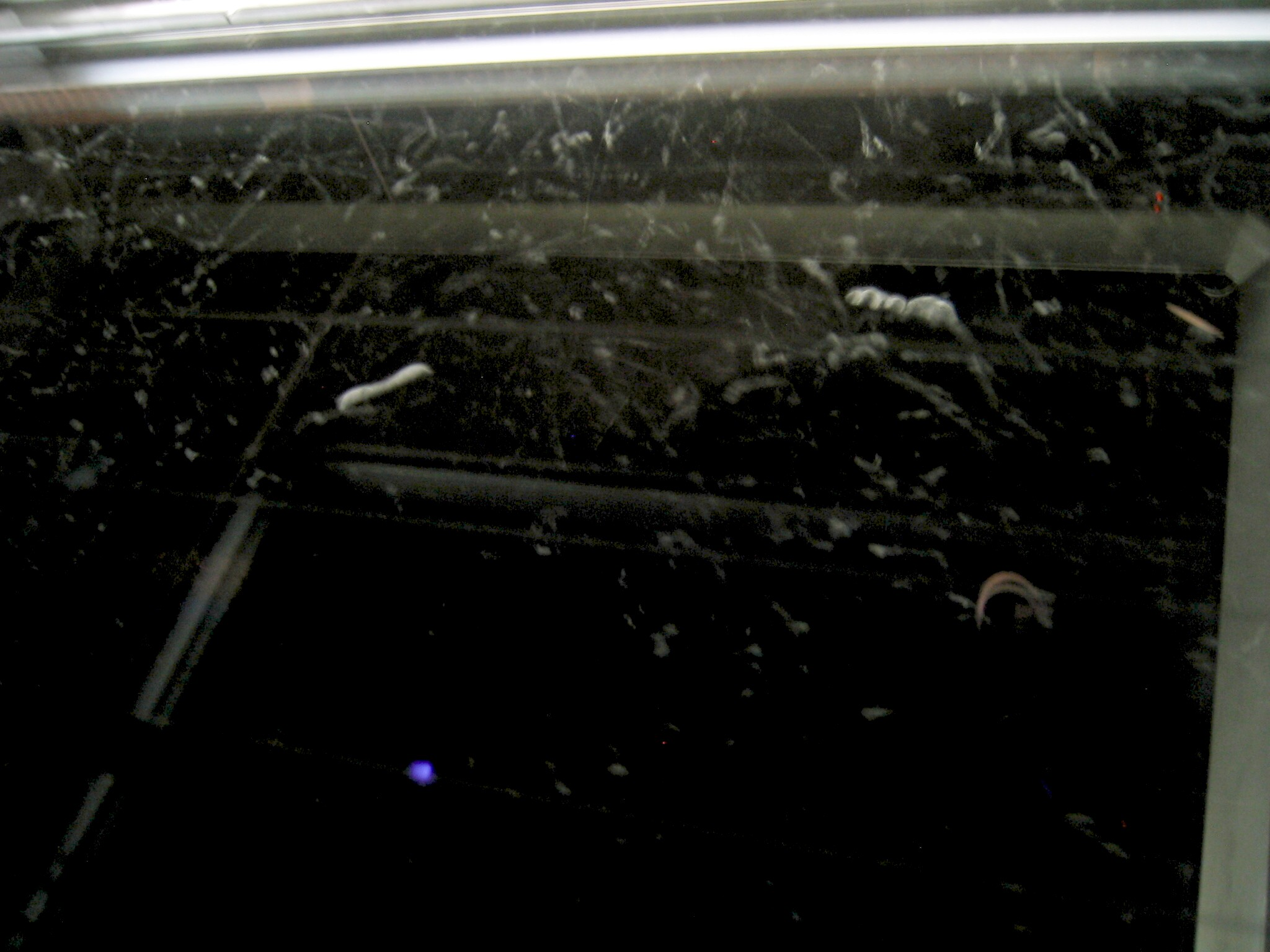
안개 상자 안에 이온화된 방사선의 흔적이 보임 (굵고 짧은선:알파 입자; 가늘고 긴선:베타 입자). 애니메이션참고

안개 상자(영어: cloud chamber) 또는 윌슨 안개 상자(영어: Wilson cloud chamber)는 이온화 방사선의 움직임을 시각화하기 위해 쓰이는 입자 검출기이다.
가장 기본적인 형태로, 안개 상자는 과냉각, 과포화된 물 또는 알코올 증기들이 담긴 밀봉된 상자이다. 알파 입자나 베타 입자가 상자를 통과할 때, 상자 안의 혼합물과 반응하여 이온화된다. 이때 생성된 이온들이 응결핵이 되어 안개를 형성한다 (상자안의 혼합물이 일종은 응축이기 때문이다). 에너지가 높은 알파, 베타 입자들은 입자의 이동 경로를 따라 많은 이온들이 생성되기 때문에 이동 경로의 자취가 생긴다. 이 자취, 흔적들은 입자에 따라 다르다. 예를 들면, 알파 입자의 자취는 굵고 곧은 편인데, 전자(베타 입자)의 자취는 가늘고, 충돌에 자주 바뀌는 형태를 보인다. 안개 상자가 균일한 자기장에 놓여 있으면, 양전하 또는 음전하를 띤 입자들은 반대 전하를 갖는 두 입자에 적용되는 로렌츠 힘 법칙에 따라 서로 반대 방향으로 꺾이게 된다.

## 발명
안개 상자는 스코틀렌드계 물리학자 찰스 톰슨 리스 윌슨(1869-1959)이 발명하였다. 1894년 Ben Nevis 산의 정상에서 일하는 동안 브로켄 현상(Brocken spectre)을 보고 이에 자극 받아서, 습한 대기에서 구름 형성과 광학 현상들을 연구하는 팽창 상자(expansion chambers)들을 개발하기 시작했다. 곧, 그는 이런 상자 안에서 이온들이 물방울을 형성하는 중심(응결핵)으로 작용할 수 있다는 것을 발견하였다. 그는 이 발견에 대한 응용을 추구하였고, 1911년 첫 안개 상자를 완성했다. 윌슨의 최초 안개 상자에서 밀봉된 장치안의 공기는 수증기에 의해 포화되었고, 막은 상자 안의 공기를 팽창시키는데 사용되었다 (단열 팽창). 이것은 공기와 수증기를 냉각 시켜 응축이 일어나게 한다. 이온화된 입자들이 상자를 통과할 때, 수증기들이 이온들 주위에 응축되며, 입자의 자취가 증기 구름들속에서 보이게 된다. 안개 상자에 대한 공로로 윌슨은 아서 콤프턴과 함께 1927년 노벨 물리학상을 수상하였다.

## 같이 보기
- 거품 상자